# Pointe des Marcelettes
Pointe des Marcelettes – góra w Alpach Kotyjskich, w regionie Queyras, położona we  Francji, w Saint-Véran. Ma wysokość 2909 metrów. Zalicza się do Parku Regionalnego Queyras.

## Położenie i dostęp do szczytu Pointe des Marcelettes
Do szczytu Pointe des Marcelettes można dotrzeć od Turynu przez miasto Susa, w kierunku Bardonecchia. Później z Bardonecchia przez Oulx i przełęcz Montgenèvre, w kierunku Briançon, we Francji. Do szczytu można dotrzeć  od strony południowej, w kierunku miast:  Gap i Embrun. Od strony północno-wschodniej miasta Embrun znajduje się Guillestre na drodze D902. Guillestre należy już do Parku Regionalnego Queyras. Idąc w kierunku wąwozów przez wioski Château-Queyras i Ville-Vieille, na południe przez Molines-en-Queyras dotrzemy do szczytu Pointe des Marcelettes, w Saint-Véran. 
Szczyt Pointe des Marcelettes najczęściej odwiedzany jest zimą, wtedy można spotkać wielu turystów, wędrujących szlakiem. Góra jest też jednym z najlepszych miejsc do uprawiania sportów zimowych.